# Dobrodružný svět
Dobrodružný svět byla sešitová edice dobrodružných románů vycházejících na pokračování, kterou v letech 1927–1938 vydávalo nakladatelství Josef R. Vilímek v  Praze. Podtitul této kolportážní edice zněl Ilustrovaný týdeník pro každého a od roku 1932 Ilustrovaný románový týdeník věnovaný dobrodružství, romantice a putování po cizích krajích.
Celkem vyšlo dvanáct ročníků této edice obsahujících 53 titulů v 538 sešitech. V mnoha sešitech vycházely současné na pokračování i dva romány. Každý sešit měl 16 stran a byl ilustrován. Obálku sešitu tvořila celostránková a často i barevná ilustrace související s obsahem. K nejvýznamnějším ilustrátorům patřil Zdeněk Burian, který ilustroval devatenáct titulů a Václav Čutta, autor ilustrací ke čtrnácti románům.

## Seznam titulů vydaných v edici nakladatelství Josef R. Vilímek

### 1. ročník (1927)
- č.   1–44: Arnould Galopin: Aeroplánem kolem světa.
- č. 44–52: Louis de Rougemont: Neuvěřitelná dobrodružství.

### 2. ročník (1928)
- č.   1-11: Luigi Motta: Zlatý západ.
- č. 11-19: Alfred Assollant: Rudý Montluc.
- č. 17-22: Joseph Delmont: Zajatec pouště.
- č. 20-31: Henri Allorge: Nebe proti zemi.
- č. 23-32: Pierre Maël: Černý pirát.
- č. 33-46: Otto Willi Gail: Raketou do Měsíce.
- č. 33-38: Rudolf de Haas: Zlato! Zlato!.
- č. 39-44: Rudolf de Haas: Za poklady jižních moří.
- č. 45-52: Gustav Jiří Toudouze: Vesuvská čarodějka.

### 3. ročník (1929)
- č.   1-  9: Luigi Motta: Plenitelé Polynesie.
- č.   9-18: Knud Gatzwiller: Žlutý markýz.
- č. 18-25: Jean d'Agraives: Vzpoura.

### 4. ročník (1929-1930)
- č.   1-  5: William West Winter: Smrt vládne prérií .
- č.   5-13: Ottwell Binns: Zlatokopův odkaz.
- č. 13-22: F. R. Nord: Bůh zla.
- č. 22-27: Jean d'Agraives: Mořský čaroděj.
- č. 27-39: Paul Grabein:  Ve výhni tropů a temnotách pralesa.
- č. 36-39: Joseph Delmont: Uprchlíci z Nové Kaledonie.

### 5. ročník (1930-1931)
- č.   1-13: Edgar Wallace: Spravedliví muži z Cordoby.
- č.   1-17: Max Brand: Stopování.
- č. 14-31: Archibald E. Fielding: Případ Juliána Clifforda.
- č. 18-33: Arthur Stringer: Brána hrůzy.
- č. 32-40: George Owen Baxter: Šerifova kořist.

### 6. ročník (1931-1932)
- č.   1-10: Paul d'Ivoi: Za milióny kolem světa.
- č. 10-18: Emilio Salgari a Luigi Motta: Lovci divokého západu.
- č. 18-26: George Owen Baxter: Dva bratři.
- č. 26-36: Paul d'Ivoi: Seržant Simplet.

### 7. ročník (1932-1933)
- č.   1-  9: B. M. Bower: Tygří oko
- č. 10-26: Laurie York Erskine: Dobrodružství jízdního policisty.
- č. 27-41: Charles Alden Seltzer: Válka na arizonském ranči.
- č. 42-53: Emilio Salgari a Luigi Motta: Malajský tygr.

### 8. ročník (1933-1934)
- č.   1-12: Camillo Branchi: Černý aeroplán.
- č. 12-17: Robert S. Mansfield: Pevnost v poušti.
- č. 18-29: Dane Coolidge: Velký lovec.
- č. 30-41: Ottwell Binns: Boj o dědictví.
- č. 42-52? Dane Coolidge: Texasští ďáblové.

### 9. ročník (1934-1935)
- č.   1-12: Percy F. Westerman: Bílý Arab.
- č. 13-21: Walter Heichen: Amulet tisíce divů.
- č. 21-29: Otfrid von Hanstein: Ostrov minulosti.
- č. 29–45: Stefan Barszczewski: V osmi dnech kolem světa.
- č. 46–53: Stefan Barszczewski: Boj o rekord.

### 10. ročník (1935-1936)
- č.   1-14: George Owen Baxter: Volání krve.
- č. 15-35: Richard Austin Freeman: Zlaté jezero.
- č. 36-44: Edegardo Giaconne: Podmanitelé světa.

### 11. ročník (1936-1937)
- č.   1-12: Pierre Palau: Záhadné zmizení Jamese Butlera.
- č. 13-26: Harry Scheff: Dobrodružství lyžaře Dagtina.
- č. 27-38: Ottwell Binns: Za zlatem mezi lidojedy.
- č. 39-52: Howard Pease: Zakletá loď.

### 12. ročník (1937-1938)
- č.   1-13: Hal George Evarts: Právo tomahavku.
- č. 14-25: Percy F. Westerman: Poklad ze San Philipo.
- č. 26-40: F. A. M. Webster:  Tajemné bubny víří.